# Trakovice
Trakovice (Hongaars: Karkóc) is een Slowaakse gemeente in de regio Trnava, en maakt deel uit van het district Hlohovec.
Trakovice telt 1.496 inwoners.